# Michael Schlamp
Michael Schlamp (* 30. Januar 1981 in Regina, Saskatchewan, Kanada) ist ein australisch-kanadischer Eishockeyspieler, der seit 2007 bei den Sydney Bears in der Australian Ice Hockey League unter Vertrag steht.

## Karriere
Michael Schlamp, der sowohl die australische als auch die kanadische Staatsbürgerschaft besitzt, begann seine Eishockeykarriere in seinem Geburtsland Kanada bei den Saskatoon Blades, für die er in der Western Hockey League, einer der drei Top-Nachwuchsligen des kanadischen Eishockeysports, auf dem Eis stand. Die Blades hatten ihn beim WHL Bantam Draft 1996 in der vierten Runde als insgesamt 56. Spieler ausgewählt. Von 2000 bis 2002 spielte er bei den Estevan Bruins in der Saskatchewan Junior Hockey League. Anschließend wechselte er nach „Down Under“, um in der Australian Ice Hockey League für die Newcastle North Stars zu spielen. Nach der Saison 2002 beendete er vorübergehend seine Karriere. Nachdem er 2007 einige Spiele für die Ice Breakers in der unterklassigen East Coast Super League absolviert hatte, wurden die Sydney Bears auf ihn aufmerksam und nahmen ihn unter Vertrag. Mit Ausnahme der Spielzeit 2009, in der er erneut pausierte, spielt Schlamp seither für den Club aus New South Wales, mit dem er 2007 den Goodall Cup, die australische Eishockeymeisterschaft, und 2008 den V.I.P.-Cup für den Hauptrundensieg in der AIHL gewinnen konnte. Seit 2010 ist er Mannschaftskapitän der Bears. 2019 gewann er mit den Bears erneut den Goodall Cup.

### International
Für Australien stand Schlamp erstmals bei den Weltmeisterschaften der Division I 2012 auf dem Eis, musste mit seinem Team jedoch als Letzter absteigen. Anschließend spielte er 2013, 2014 und 2016 für die „Aussies“ in der Division II.

## Erfolge und Auszeichnungen
- 2007 Goodall-Cup-Gewinn mit den Sydney Bears
- 2008 V.I.P.-Cup-Gewinn mit den Sydney Bears
- 2016 Aufstieg in die Division II, Gruppe A, bei der Weltmeisterschaft der Division II, Gruppe B
- 2019 Goodall-Cup-Gewinn mit den Sydney Bears